# Orlovoprøret
Orlovoprøret eller Orlovopstanden (græsk: Ορλωφικά, Ορλοφικά, Ορλώφεια) var et græsk oprør på Peloponnes og senere også på Kreta, der brød ud i februar 1770 efter en russisk flådestyrke under kommando af admiral Aleksej Orlov ankom til Manihalvøen som led i Den russisk-tyrkiske krig (1768-1774). Opstanden var en forløber for Den græske uafhængighedskrig (der senere brød ud i 1821) og var en del af Katharina
 den Stores såkaldte "Græske plan". Opstanden fandt sted under den russisk-tyrkiske krig (1768-1774) og blev endeligt nedkæmpet af osmannerne.

## Baggrund
Osmannerriget havde siden 1739 ved Beograd-traktaten oplevet den længste periode, hvor riget ikke havde været i militærkonflikt med sine europæiske rivaler. Europa havde selv været optaget af en række blodige og dyre konflikter, og osmannerne havde koncentreret sig om økonomi og politik i et forsøg på at genopbygge det osmanniske samfund og administration. De tre årtier med fred endte den 23. oktober 1768, da Porten erklærede krig overfor Rusland. Årsagen til krigsudbruddet var Ruslands aggressive udenrigspolitik, Ruslands pres på Krim-khanatet (en osmannisk vasal) og borgerkrigen i Polen-Litauen. Der var en række mindre træfninger mellem russerne og osmannerne i 1768-69, mens begge parter gjorde sig klar til en langvarig konflikt.
Imens forberedte græske oprørere sig. Ruslands Katharina den Store havde en plan om etablering af en pro-russisk græsk stat og at genetablere Konstantinopel som centrum fra den ortodokse kirke og havde sendt udsendinge til den græske halvø Mani i midten af 1760'erne for at indgå en alliance med de græske oprørsledere. Samtidig havde flere ledende græske oprørere selv kontaktet russerne for hjælp til et oprør mod osmannerne, der regerede Grækenland.) En række græske oprørsledere lovede russerne støtte Rusland i krigen mod osmannerne mod til gengæld at selv at modtage russisk militær større og materiel. Rusland planlagde at anstiftet et ortodoks-kristent oprør og sendte agenter til Bosnien, Herzegovina, Montenegro, Albanien, Kreta og Morea. Rusland sendte krigsskibe fra den russiske flåde fra Østersøen til Ægæerhavet, hvilket overrumplede osmannerne. Den første deling skibe ankom i december 1769; grækerne var dog skuffede over, at russerne ikke havde sendt en større styrke, men indledte alligevel oprøret.

## Oprørets forløb
Da den russiske flåde ankom til Manihalvøen og Kalamata i februar 1770, samledes flere bevæbnede græske oprørsgrupper sig. Det lykkedes dog ikke at samle større grupper som følge af den græske skuffelse over den begrænsede russiske ekspeditionsstyrke. Grækerne havde forventet en langt større styrke fra Rusland, og der udviklede sig gensidig mistillid mellem grækerne og russerne. Der blev dog med russisk hjælp samlet en oprørshær på 1.400 mand, der i løbet af nogle dage blev forstærket med oprørere fra Kreta.
Den græske opstand var i begyndelsen succesfuld, og det lykkedes at besejre osmanniske styrker ved en række træfninger. Oprøret spredte sig dog ikke til større dele af Grækenland, og osmannerne bevarede kontrollen over en række fæstninger. Det lykkedes dog at indtage fæstningen i Mystras, hvor oprørerne etablerede en græsk regering.
På Kreta var oprøret ledet af Daskalogiannis. Indbyggerne afviste at betale osmanniske skatter og mange tilsluttede sig oprøret på øen. Den lovede russiske støtte til oprøret udeblev dog, men det lykkedes Daskalogiannis at samle en oprørshær på 2.000. Oprørshæren dannede mindre kommandogrupper, der dræbte flere muslimer på øen i håbet om at få flere grækere til at tilslutte sig oprøret. Oprøret på Kreta blev dog hurtigt nedkæmpet af en langt større osmannisk. Det lykkedes i april oprørerne at indtage fæstningen i Navarino, men oprørets skæbne var allerede beseglet og den russiske flåde forlod området den følgende juni.
Så snart nyheden om den russisk støttede græske opstand nåede Konstantinopel, udbrød anti-græske pogromer i flere osmanniske byer, herunder i Smyrna (Izmir).
Den russiske flåde vandt en stor sejr over den osmanniske flåde under slaget ved Çeşme, men søslaget havde ingen betydning for grækerne i Morea. Uden den forventede russiske støtte blev oprøret hurtigt nedkæmpet. Græske forstærkninger fra områderne i Makedonien Thessalien mødte modstand fra osmanniske tropper på vej sydpå mod Morea og var ude af stand til at støtte oprørerne. Det græsk-russiske oprør i Tripoli blev ligeledes nedkæmpet.

## Efterspil
Osmannerne havde benyttet muslimske albanske lejetropper til at nedkæmpe oprøret. Albanerne blev på Peloponnes i flere år efter oprøret var blevet nedkæmpet og udførte gentagne angreb på civilbefolkningen i denne periode som hævn for de kristne oprøreres massakrer på muslimerne i oprørets tidlige faser. De albanske lejetropper, der af lokalbefolkningen blev kaldt "tyrk-albanere", ødelagde flere byer i Epeiros i 1769–70, og i Patras var der alene ganske få græske overlevende efter den tyrkisk-albanske invasion. Mystras på Peloponnes blev lagt i ruiner og byens biskop henrettet på trods af, at han havde redet mange muslimske liv under oprøret. Mange civile grækere blev myrdet og børnene solgt som slaver.
Den osmanniske regering kunne ikke betale de albanske lejetropper, hvorfor albanerne plyndrede de græske områder. Ved afslutningen i 1774 af den den russisk tyrkiske krig med Küçük Kaynarca-traktaten blev der givet amnesti til den græske befolkning, men angrebene fra albanerne i områderene forsatte desuagtet. Albanerne angreb tillige tyrkere i de græske områder. De omfattende ødelæggelser om uroen på Peloponnes fik i 1779 den osmanniske regering til at sende en regulær tyrkisk hær til området for at nedkæmpe albanerne og få dem ud af Peloponnes.
Fra et russisk synspunkt havde revolten været en succes. Russerne havde tilføjet osmannernes flåde et stort nederlag og kampene havde tvunget osmanniske tropper mod syd, hvilket havde medvirket til den russiske sejr i krigen, der blev afsluttet med en for Rusland fordelagtig fredsaftale .
Fra et græsk synspunkt fik oprøret væsentlige konsekvenser. På den ene side var mange græske liv gået tabt, både i kamp og i de efterfølgende massakrer. På den anden side gav Küçük Kaynarca-fredsaftalen grækerne en række fordele. Græske skibe fik adgang til at sejle under russisk flag og fik adgang til Sortehavet og Middelhavet. Rusland fik lov til at intervenere i Osmannerrigets forhold ved at kunne beskytte den ortodokse befolkning i osmannerriget og til at opføre en ortodoks katedral i Konstantinopel. Rusland fik også ret til at udnævne konsuler i Osmannerriget, hvoraf de fleste udpegede var grækere, og fredstraktaten fik således stor betydning i den græske verden.
De græske forbindelser til Rusland blev styrket og flere grækere fik fremtrædende positioner i Det russiske kejserriges administration. Efter oprøret flygtede flere tusinde grækere til til Rusland, hvor flere slog sig ned på Krim og på kysterne omkring Azovhavet. Byer som Mariupol og Taganrog blev væsentlige handelscentre domineret at osmannisk-græske immigranter.